# Nacionalna knjižnica sv. Marka
Nacionalna knjižnica sv. Marka (talijanski: Biblioteca Nazionale Marciana) je knjižnica i renesansna građevina u Veneciji, sjevernoj Italiji, jedna od najstarijih javnih knjižnica u zemlji te jedna od najvećih zbirki klasičnih tekstova u svijetu. 
Knjižnica je dobila ime po sv. Marku, zaštitniku Venecije. Nju se ne smije miješati s Državnim arhivom Republike Venecije, koji je smješten u drugom dijelu grada.
Zgradu knjižnice projektirao je Jacopo Sansovino. Prvih šesnaest arkada njegovog projekta izgrađeno je tijekom 1537. – 1553., ali se rad na osliku i drugim dekoracijama za objekt odužio sve do 1560. godine. Sansovino je umro 1570. godine pa je 1588. godine Vincenzo Scamozzi preuzeo izgradnju dodatnih pet odjeljaka, u skladu sa Sansovinovim duhom, time je zgrada dospjela do obale kanala i postala susjeda Sansovinove kovnice novca Zecce. 
Jedan od prvih bibliotekara, od 1530. godine, bio je Pietro Bembo. 
Knjige za knjižnicu počele su se prikupljati još prije izgradnje zgrade. Nukleus zbirke bila je darovnica vrijednih bizantskih i renesansnih rukopisa Serenissimi koju je sakupio znanstvenik, mecena i kolekcionar, kardinal Bessarion, koji je darovao svoju zbirku 31. svibnja 1468. godine. U njoj je bilo oko 750 kodeksa na latinskom i grčkom, uz 250 rukopisa i nešto tiskanih knjiga (inkunabula), to je bila prva javna knjižnica otvorena za znanstvenike i studente u Veneciji. (Još 1362. godine darovana je Serenissimi zbirka rukopisa, starih knjiga i osobnih pisama Francesca Petrarke ali su stvari vremenom izgubljene ili otuđene)
Knjižnica Marciana je po zakonu koji je donesen još 1603. godine morala dobiti svaki primjerak knjige otisnute u Veneciji na pohranu, taj zakon je bio prvijenac, ostale javne knjižnice na svijetu slijedile su taj venecijanski izum. Fundus biblioteke Marciane značajno je obogaćen u 18. stoljeću kad su zbirke prikupljane u nekoliko samostana, kao što je sv. Giovanni e Paolo iz Venecije i sv. Giovanni di Verdara iz Padove, predane Marciani na daljnje čuvanje.
Veće dopune zbirke, koje su napravljene od otvorenja zbirke:
- 1589.: Melchiorre Guilandino  (2.200 tiskanih knjiga);
- 1595.: Jacopo Contarini, odgođeno do izumiranja roda Contarini po muškoj liniji 1713. (175 rukopisa i 1500 tiskanih knjiga);
- 1619.: Girolamo Fabrici (13 svezaka s ručno obojenim ilustracijama iz anatomije);
- 1624.: Giacomo Gallicio (20 grčkih rukopisa);
- 1734.: Gian Battista Recanati (216 rukopisa, među njima i kodeks kuće Gonzaga) ;
- 1792.: Tommaso Giuseppe Farsetti (350 rukopisa i tiskanih knjiga);
- 1794.: Amedeo Svajer (više od 340 rukopisa, među njima i oporuka Marka Pola);
- 1797.: Jacopo Nani (preko 1000 rukopisa, najviše grčkih i istočnjačkih)

Padom Mletačke Republike 1797. godine fundus Marciane je obogaćen unosom većeg broja rukopisa i knjiga iz vjerskih ustanova (crkava i samostana) koje su bile zabranjene i rasformirane za Napoleonove vlasti. 1811. godine knjižnica je premještena u prostranije prostore Duždeva dvora, gdje su dalje zbirke unijeli:
1814.: Girolamo Ascanio Molin (2209 tiskanih knjiga, 3835 grafika i 408 crteža, oni su danas većinom u Muzeju Correr
1843.: Girolamo Contarini (906 rukopisa i 4000 tiskanih knjiga);
1852.: Giovanni Rossi (470 rukopisa i zbirku libreta i notnih zapisa venecijanskih operaa)
1904. godine zbirka je premještena u zgradu Sansovinove Zecce, kovnice novca  (izgrađene 1537. – 1547.). Knjižnica se otad vratila natrag u svoj izvorni prostor, ali i proširila na dijelove susjedne Procuratie Nuove.
Danas Marciana ima oko milijun tiskanih knjiga, te oko 13.000 rukopisa, 2883 inkunabula i 24.055 djela tiskanih između 1500. i 1600. godine. Među vrijednijim predmetima su opera Francesca Cavallija i sonata Domenica Scarlattija.

## Neki od vrijednijih rukopisa (manuskripta)
| - Codex Nanianus - Uncial 0243 - Minuscule 205 - Minuscule 206 - Minuscule 207 - Minuscule 208 - Minuscule 209 - Minuscule 210 | - Minuscule 211 - Minuscule 212 - Minuscule 213 - Minuscule 214 - Minuscule 215 - Minuscule 217 - Minuscule 354 - Minuscule 355 | - Minuscule 357 - Minuscule 405 - Minuscule 406 - Minuscule 407 - Minuscule 408 - Minuscule 409 - Minuscule 410 - Minuscule 411 | - Minuscule 412 - Minuscule 413 - Minuscule 414 - Minuscule 415 - Minuscule 416 - Minuscule 417 - Minuscule 418 - Minuscule 419 | - Minuscule 891 - Minuscule 893 - Lectionary 107 - Lectionary 108 - Lectionary 109 - Lectionary 110 - Codex Marcianus CCXXVIII (406) |

## Vanjske poveznice
- Službene stranice Marciane